# La decapitación de san Juan Bautista (Niklaus Manuel)
La decapitació de sant Juan Bautista (alemany: Die Enthauptung des heiligen Johannes des Täufers) és un quadre realitzat pel pintor suís Niklaus Manuel. Mesura 33 cm d'alt i 25 cm d'ample, i està pintat al tremp sobre taula d'avet. Va ser pintat el 1517 i es troba al Museu d'Art de Basilea.

## Història i descripció

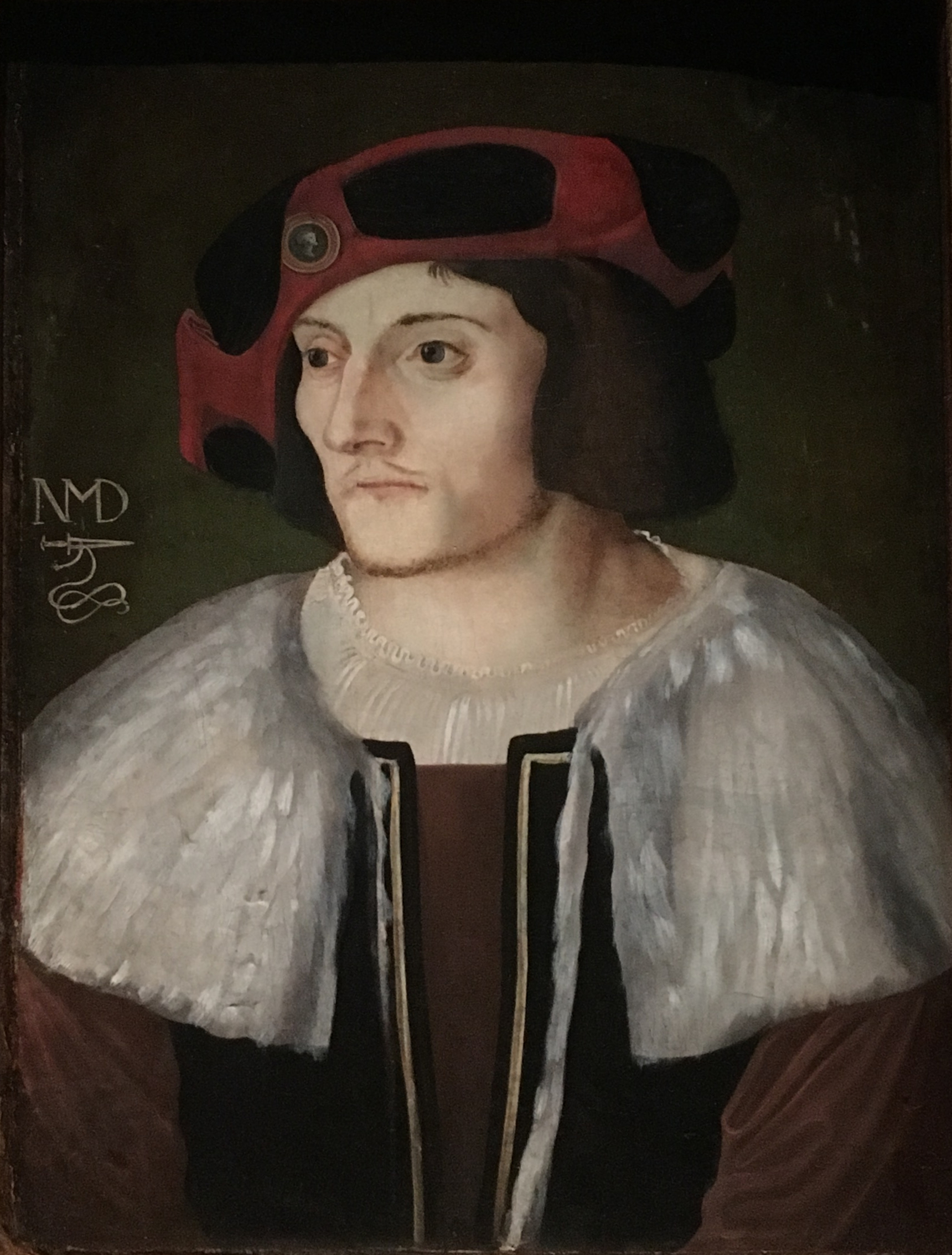
Niklaus Manuel

Niklaus Manuel (també conegut com Niklaus Manuel Deutsch) va ser un pintor suís. Iniciat en la tradició gòtica, va denotar la influència de l'escola del Danubi, marcada pel grafisme enèrgic i el fort cromatisme. En l'última etapa de la seva obra va mostrar la influència del Renaixement italià, especialment de l'Escola Llombarda.
Aquesta obra se cita per primera vegada en un inventari de 1586 com Enthöptung Joannis mit blitz und tonder, obra de «Manüel Tütsch» de Berna. Va ser adquirit el 1662 per la ciutat de Basilea, al museu d'art de la qual es troba.
El quadre representa la decapitació de Joan Baptista, un episodi narrat en els evangelis (Nou Testament). El rei Herodes Antipas tenia tancat Joan en un calabós perquè li retreia el seu matrimoni amb Heròdies, una dona divorciada. En una festa d'aniversari del rei, Salomé, filla de Heròdies, va ballar per a ell, i tant li va agradar la dansa que el monarca li va prometre concedir-li qualsevol desig; Salomé va demanar el cap de Joan Baptista en una safata de plata. Una vegada la hi van lliurar els guàrdies, Salomé va lliurar el cap a la seva mare.
Aquesta imatge està representada just al moment posterior a la decapitació: el botxí, abillat amb vestidures medievals contemporànies a l'artista, apareix al centre, en la part inferior del quadre, amb el cap de Joan Baptista a la mà esquerra, mentre que amb la dreta sosté una safata que lliura a Salomé; s'intueix que l'acció següent serà dipositar el cap a la safata. Entre tots dos, mirant l'escena, es troba Heròdies, assenyalant amb el dit on el botxí ha de col·locar el cap; mare i filla van abillades amb luxosos vestits també a la moda medieval, amb barrets acabats en ales. Darrere d'elles apareix una tercera dona, més vella, probablement una serventa, encara que podria ser una representació de Satanàs com a instigador final, a qui de vegades se'l representava com una vella lletja. A la dreta d'aquests personatges dos homes porten el cos del profeta en una llitera, travessant un portal; a un d'ells, que ja ha creuat, només se li veu una cama. Als peus del botxí es veu l'espasa de la decapitació, enmig d'un toll de sang. Al fons es veu vegetació i un castell, mentre que a la zona superior es veu un cel nuvolós d'ambientació nocturna, amb diversos i enigmàtics efectes atmosfèrics: arc de Sant Martí, llampecs i un estel rutilant que escampa els seus rajos de llum platejada. A la part superior penja de costat a costat una garlanda de flors de color blanc, de la qual en la seva part central brollen les lletres MD (per Manuel Deutsch) i una daga suïssa, un instrument molt comú a l'època a Suïssa, que l'artista solia emprar en la seva signatura.
En aquesta escena, Salomé apareix abillada amb un vestit de cintes a la moda de l'època, mànigues bullonades i sandàlies italianes, amb un generós escot, amb una aparença que la feia semblar als ulls dels seus contemporanis com una dona pública, semblant a alguna altra que el pintor va retratar en altres obres seves. Per la seva banda, el botxí vesteix una camisa blanca d'àmplies mànigues, una jaqueta de vellut negre de tall asimètric i unes calces de rics colors, cada cama diferent: una amb llistes i una altra amb una sanefa i acoltellada per deixar veure la seda de sota. Era un abillament típic dels mercenaris suïssos de l'època, molts dels quals es van guanyar la vida en les guerres entre França i Espanya. D'altra banda, el posat del botxí és d'espadatxí, un posat en guàrdia encara que sense l'espasa. Cal tenir en compte que el propi artista va servir un temps com a mercenari.